# 上島駅
上島駅（かみじまえき）は、静岡県浜松市中央区上島三丁目にある遠州鉄道鉄道線の駅。駅番号はET07。アクセントは頭高型で語頭の「か」を高く発音する。

## 歴史

### 駅名の由来
開業当時の地名（浜名郡曳馬村大字上島）が由来。
「上島」は天竜川の島状の中州で村づくりが行われた事に由来している。

### 年表
- 1909年（明治42年）12月6日：上島駅として開業。
- 1923年（大正12年）4月1日：遠州上島駅に改称。
- 1956年（昭和31年）9月：駅構内南側に日本石油貨物側線が完成。以降その他貨物側線も敷設。
- 1975年（昭和50年）4月：貨物営業廃止。
- 1978年（昭和53年）10月頃：駅舎改築。
- 1984年（昭和59年）4月1日：早朝、深夜無人となる[1]。
- 2008年（平成20年）頃：高架工事が本格的に開始。
- 2012年（平成24年）11月24日：駅が高架化され[2]、上島駅に改称[3]。
- 2017年（平成29年）4月：駅東側の駅前広場やロータリーが完成。

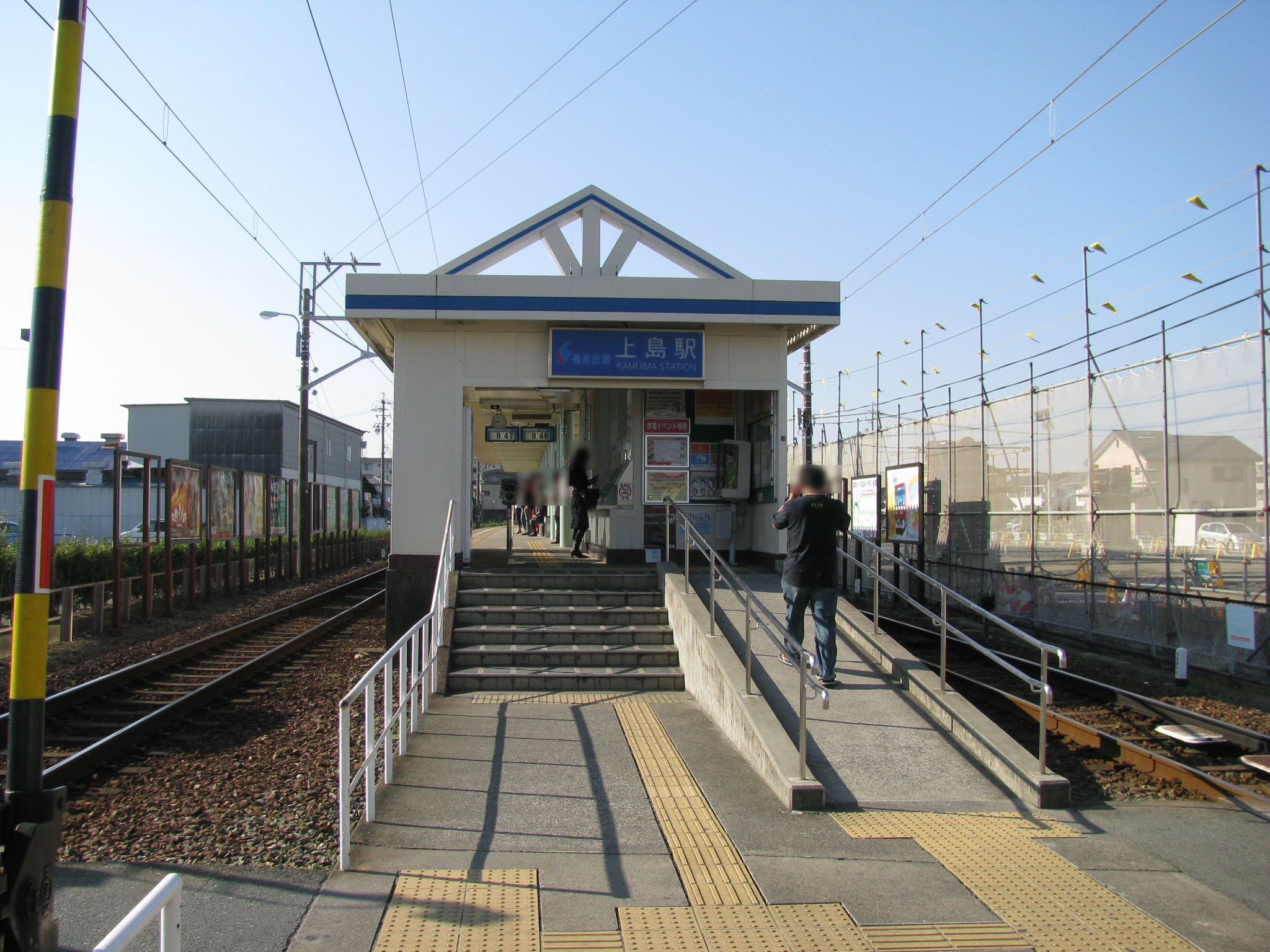
地上駅時代の駅舎
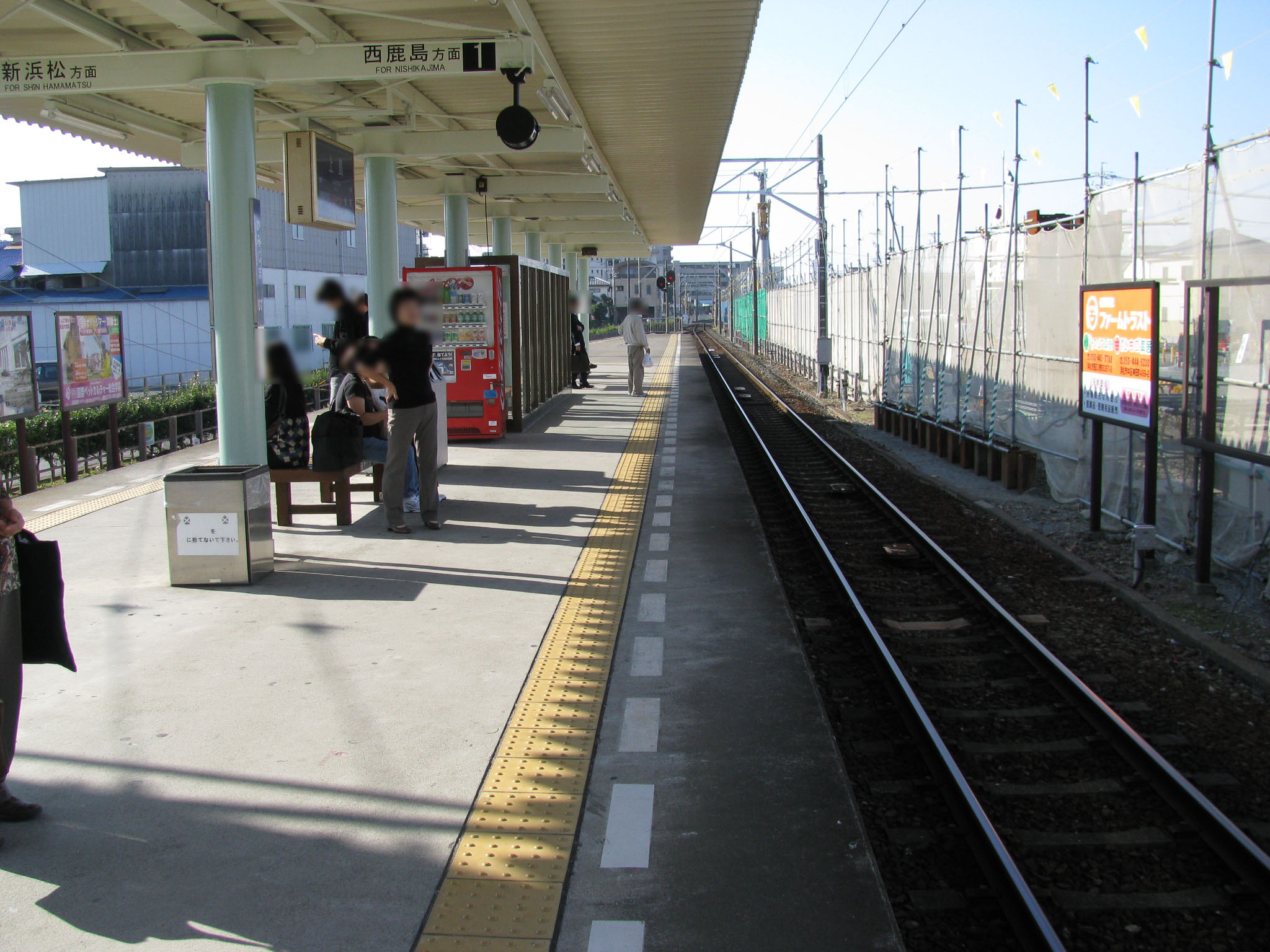
地上駅時代のホーム

## 駅構造
相対式ホーム2面2線の高架駅。直営駅であり、駅舎がある。早朝深夜の一部時間帯を除いて列車交換が行われる。
駅の東西両側に駐輪場（収容505台）、東側にはパークアンドライド利用者向けの駐車場・回転場がある。
地上駅時代には正式名称には「遠州」とついたが、車内放送では省略され、「上島駅」と案内されていた。また、当時は島式ホーム1面2線であった。
地上駅の頃には遠州馬込駅が高架化に伴うルート変更に伴って廃止となって以後の鉄道車両の搬入はこの駅から行われることが多かった。車輌搬入のための仮設レールが駅構内東側の新浜松寄りに設けられていたが、これはかつての貨物側線の名残を活用していた。なお高架化に伴い新たに車両を搬入する場所を開設する必要が生じたため、現在は西鹿島 - 遠州岩水寺間に車両搬入所が新たに建設されている。
また、全国的にも珍しい回転幕式の発車案内が最後まで用いられた駅であったが、高架化の完成とともに消滅した（回転幕式の発車案内そのものは遠州鉄道では一般的であり、多くの駅で採用されていた）。なお、幕式であるがゆえに臨時ダイヤには対応できず、発車案内（同じく地上時代は最後まで反転フラップ式を採用していた助信駅以外は高架化前の時点で全駅LED式）を設置する駅で唯一臨時列車が表示されなかった。臨時ダイヤの際には白幕を出した上で「調整中」の貼り紙をしていた。
かつては貨物側線が多数あり、遠州鉄道最大の貨物取扱い駅であった。側線からは小野田セメント、自衛隊浜松基地、大協石油浜松給油所、日本石油浜松油槽所の各専用線が分岐してセメントや石油、ジェット燃料などを取り扱っており、石油関連のタンクの取り扱いが多かった。遠州馬込駅経由で国鉄線へ貨物輸送されていたが、遠州鉄道の貨物輸送の廃止と遠州馬込駅における国鉄との連携輸送の廃止に伴い1975年までに全て廃止された。跡地は駐車場やマンションになっている。
駅東側のロータリーに新しく設置された時計は、天候や空の明るさには関係なく、2月～4月および8月～10月は18時に、5月～7月は19時に、11月～1月は16時30分に灯りが点くようになっている。

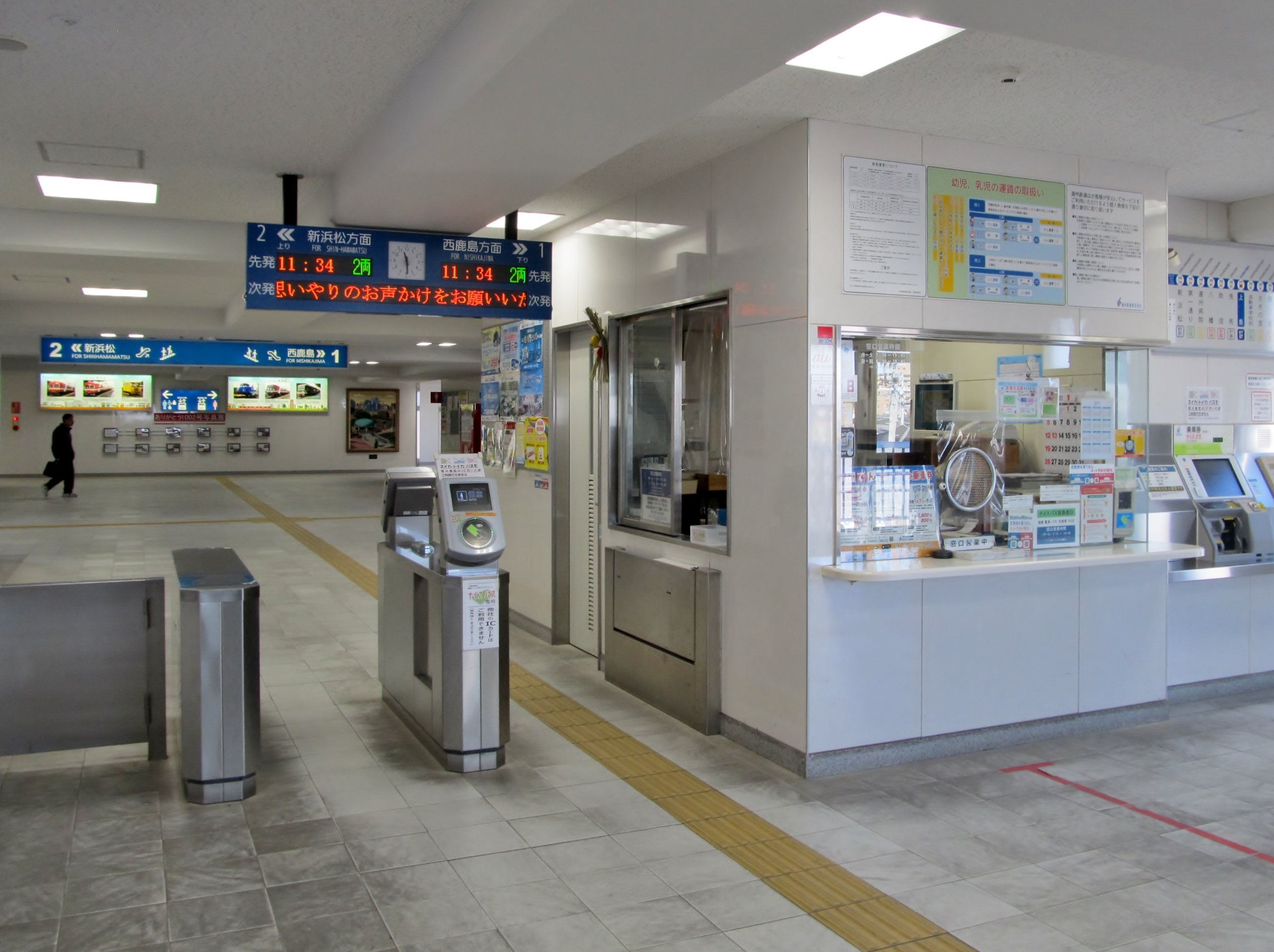
改札口
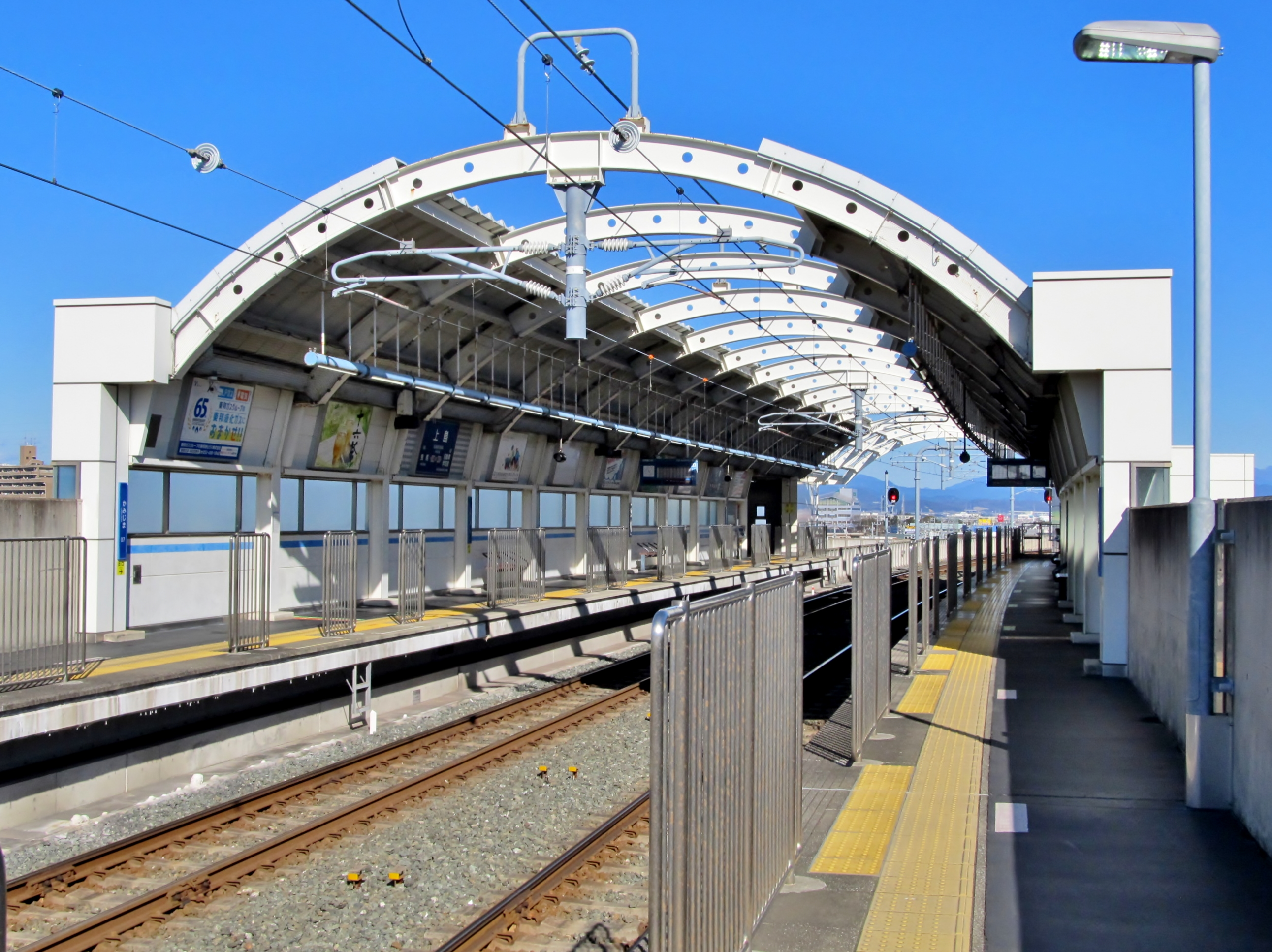
ホーム
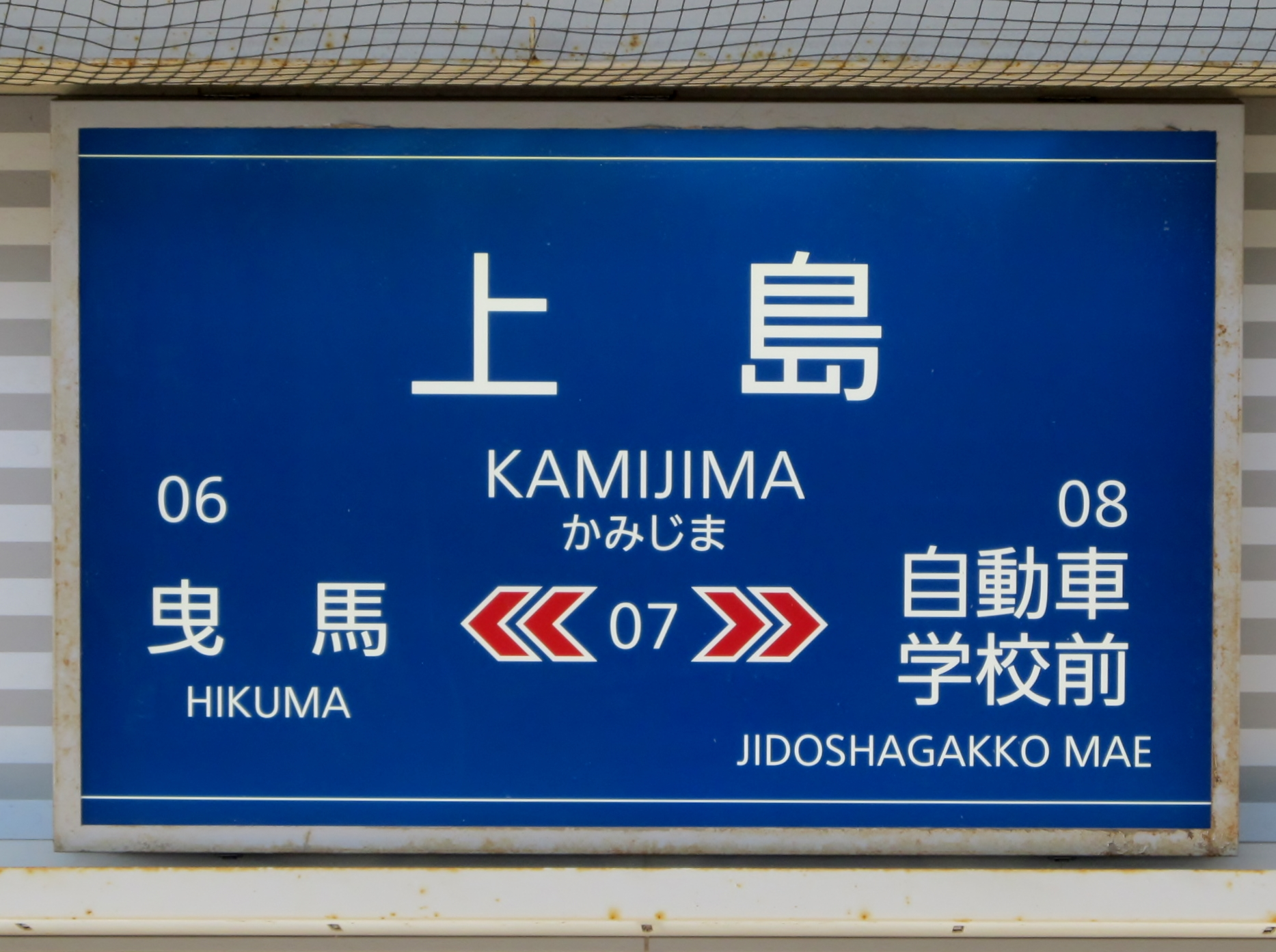
駅名標

### のりば
| ホーム | 路線               | 方向 | 行先       |
| ------ | ------------------ | ---- | ---------- |
| 1      | ■ET 遠州鉄道鉄道線 | 下り | 西鹿島方面 |
| 2      | ■ET 遠州鉄道鉄道線 | 上り | 新浜松方面 |

## 利用状況
2019年度（令和元年度）の乗車人員は650,145人（全18駅中2位）、降車人員は628,533人（全18駅中3位）である。主として通学・通勤用に利用される。
1980年度（昭和55年度）以降の乗車人員および降車人員は次の表のとおりである。
| 年間の乗車人員・降車人員の推移 | 年間の乗車人員・降車人員の推移 | 年間の乗車人員・降車人員の推移 | 年間の乗車人員・降車人員の推移 |
| 年度                           | 遠州鉄道                       | 遠州鉄道                       | 出典・備考                     |
| 年度                           | 乗車人員                       | 降車人員                       | 出典・備考                     |
| ------------------------------ | ------------------------------ | ------------------------------ | ------------------------------ |
| 1980年度（昭和55年度）         | 326,009 人                     | 325,748 人                     | [ 8 ]                          |
| 1981年度（昭和56年度）         | 326,541 人                     | 321,464 人                     | [ 9 ]                          |
| 1982年度（昭和57年度）         | 292,605 人                     | 296,542 人                     | [ 10 ]                         |
| 1983年度（昭和58年度）         | 300,450 人                     | 290,706 人                     | [ 11 ]                         |
| 1984年度（昭和59年度）         | 278,680 人                     | 268,858 人                     | [ 12 ]                         |
| 1985年度（昭和60年度）         | 298,213 人                     | 287,835 人                     | [ 13 ]                         |
| 1986年度（昭和61年度）         | 328,287 人                     | 316,253 人                     | [ 14 ]                         |
| 1987年度（昭和62年度）         | 345,309 人                     | 331,715 人                     | [ 15 ]                         |
| 1988年度（昭和63年度）         | 397,480 人                     | 383,312 人                     | [ 16 ]                         |
| 1989年度（平成元年度）         | 409,515 人                     | 392,116 人                     | [ 17 ]                         |
| 1990年度（平成2年度）          | 431,446 人                     | 411,982 人                     | [ 18 ]                         |
| 1991年度（平成3年度）          | 445,981 人                     | 429,504 人                     | [ 19 ]                         |
| 1992年度（平成4年度）          | 489,423 人                     | 471,677 人                     | [ 20 ]                         |
| 1993年度（平成5年度）          | 490,910 人                     | 471,677 人                     | [ 21 ]                         |
| 1994年度（平成6年度）          | 486,584 人                     | 464,708 人                     | [ 22 ]                         |
| 1995年度（平成7年度）          | 493,098 人                     | 469,282 人                     | [ 23 ]                         |
| 1996年度（平成8年度）          | 517,163 人                     | 491,751 人                     | [ 24 ]                         |
| 1997年度（平成9年度）          | 521,152 人                     | 494,722 人                     | [ 25 ]                         |
| 1998年度（平成10年度）         | 505,566 人                     | 472,981 人                     | [ 26 ]                         |
| 1999年度（平成11年度）         | 492,494 人                     | 467,562 人                     | [ 27 ]                         |
| 2000年度（平成12年度）         | 493,382 人                     | 467,796 人                     | [ 28 ]                         |
| 2001年度（平成13年度）         | 493,374 人                     | 468,100 人                     | [ 29 ]                         |
| 2002年度（平成14年度）         | 483,421 人                     | 463,446 人                     | [ 30 ]                         |
| 2003年度（平成15年度）         | 510,544 人                     | 491,040 人                     | [ 31 ]                         |
| 2004年度（平成16年度）         | 513,859 人                     | 499,705 人                     | [ 32 ]                         |
| 2005年度（平成17年度）         | 559,248 人                     | 544,059 人                     | [ 33 ]                         |
| 2006年度（平成18年度）         | 549,633 人                     | 531,830 人                     | [ 34 ]                         |
| 2007年度（平成19年度）         | 574,610 人                     | 550,913 人                     | [ 35 ]                         |
| 2008年度（平成20年度）         | 587,558 人                     | 566,583 人                     | [ 36 ]                         |
| 2009年度（平成21年度）         | 555,441 人                     | 538,669 人                     | [ 37 ]                         |
| 2010年度（平成22年度）         | 552,524 人                     | 528,258 人                     | [ 38 ]                         |
| 2011年度（平成23年度）         | 557,583 人                     | 535,651 人                     | [ 39 ]                         |
| 2012年度（平成24年度）         | 583,734 人                     | 559,780 人                     | [ 40 ]                         |
| 2013年度（平成25年度）         | 567,935 人                     | 551,724 人                     | [ 41 ]                         |
| 2014年度（平成26年度）         | 585,557 人                     | 569,241 人                     | [ 42 ]                         |
| 2015年度（平成27年度）         | 598,270 人                     | 580,033 人                     | [ 43 ]                         |
| 2016年度（平成28年度）         | 620,561 人                     | 595,891 人                     | [ 44 ]                         |
| 2017年度（平成29年度）         | 629,977人                      | 603,863 人                     | [ 45 ]                         |
| 2018年度（平成30年度）         | 645,245 人                     | 619,383 人                     | [ 46 ]                         |
| 2019年度（令和元年度）         | 650,145 人                     | 628,533 人                     | [ 7 ]                          |

## 駅周辺
住宅密集地区であるが、遠州鉄道鉄道線高架化事業に併せた駅周辺の一部区域において浜松都市計画事業上島駅周辺土地区画整理事業が行われているため、立ち退きなどによる空き地も多くなっている。なお、駐輪場、バス・タクシー乗り場が再整備中である。
- 四ツ池公園
  - 四ツ池公園陸上競技場
  - 浜松球場
- 杏林堂上島駅前店 - かつてはピアゴがあったが2017年に閉店している
- ワークマン浜松上島店
- クリエイトSD浜松上島店 → 西松屋浜松上島店 - 2021年春にクリエイトは閉店し、跡地に西松屋が開店
- 静岡銀行上島支店
- イオンモール浜松市野
- 浜松いわた信用金庫 上島支店

## バス路線
駅東側の駅前広場内に上島駅東バス停留所、駅西側の二俣街道上に上島バス停留所が存在し、南北方向の遠鉄鉄道線に対し、東方向（イオンモール浜松市野、早出方面）、北西方向（有玉団地、内野台方面）を連絡する鉄道バス結節点となっている。
2016年7月19日より駅前広場におけるバス乗降場の供用が開始された。
路線バスはいずれも遠州鉄道により運行されている（遠鉄バス）。

### 駅東側
上島駅東バス停
- 上島イオン市野線・2 早出線
  - イオンモール浜松市野行
  - 早出町・柳通り経由 浜松駅行

### 二俣街道
上島バス停
- 61 内野台線
  - 1番のりば：浜松駅行き
  - 2番のりば：内野台方面行き
    - 内野台車庫行、サンストリート浜北行（、浜北西高校行、免許センター行）

### 飛龍街道
上島西バス停
- 1番のりば：市役所 伝馬町経由 浜松駅行き
- 2番のりば：萩丘住宅方面行き
  - 旭ヶ丘方面（三方原営業所行き、半田公園行き、きらりタウン（染地台）行き、ニコエ・春華堂浜北工場行き）
  - 都田方面（都田駅前行き）

※駅西方650メートル（徒歩約10分）地点にある国道152号（飛龍街道）上の上島西バス停留所からは三方原を縦断する[53][56]萩丘都田線が利用できる。

## 隣の駅
遠州鉄道
■ET 鉄道線
曳馬駅（ET06） - 上島駅（ET07） - 自動車学校前駅（ET08）